# ARA General Belgrano
ARA General Belgrano (C-4) là một tàu tuần dương hạng nhẹ của Hải quân Argentina được đưa vào sử dụng từ năm 1951 đến năm 1982. Ban đầu được Hoa Kỳ ủy nhiệm với tên gọi USS Phoenix, và đã tham gia hoạt động tại chiến trường Thái Bình Dương trong Thế chiến thứ hai trước khi được bán lại cho Argentina. Con tàu này là chiếc thứ hai được đặt theo tên của người sáng lập Argentina - Manuel Belgrano (1770–1820). Chiếc đầu tiên là một tàu tuần dương bọc thép nặng 7.069 tấn được sản xuất và hoàn thành vào năm 1896.
Vào ngày 2 tháng 5 năm 1982, General Belgrano đã bị tàu ngầm HMS Conqueror (S48) của Hải quân Vương thất Anh đánh chìm  trong Chiến tranh Falklands làm 323 người thiệt mạng. Con số thương vong từ con tàu này đã chiếm gần một nửa số tổn thất nhân mạng của Argentina trong toàn cuộc chiến.
General Belgrano là con tàu duy nhất bị đánh chìm trong các hoạt động quân sự bởi một tàu ngầm chạy bằng năng lượng hạt nhân và là con tàu thứ hai bị đánh chìm bởi bất kỳ loại tàu ngầm nào kể từ Thế chiến II (chiếc đầu tiên là khinh hạm INS Khukri của Ấn Độ, bị tàu ngầm Pakistan là PNS Hangor đánh chìm trong Chiến tranh Ấn Độ-Pakistan năm 1971).

## Giai đoạn đầu

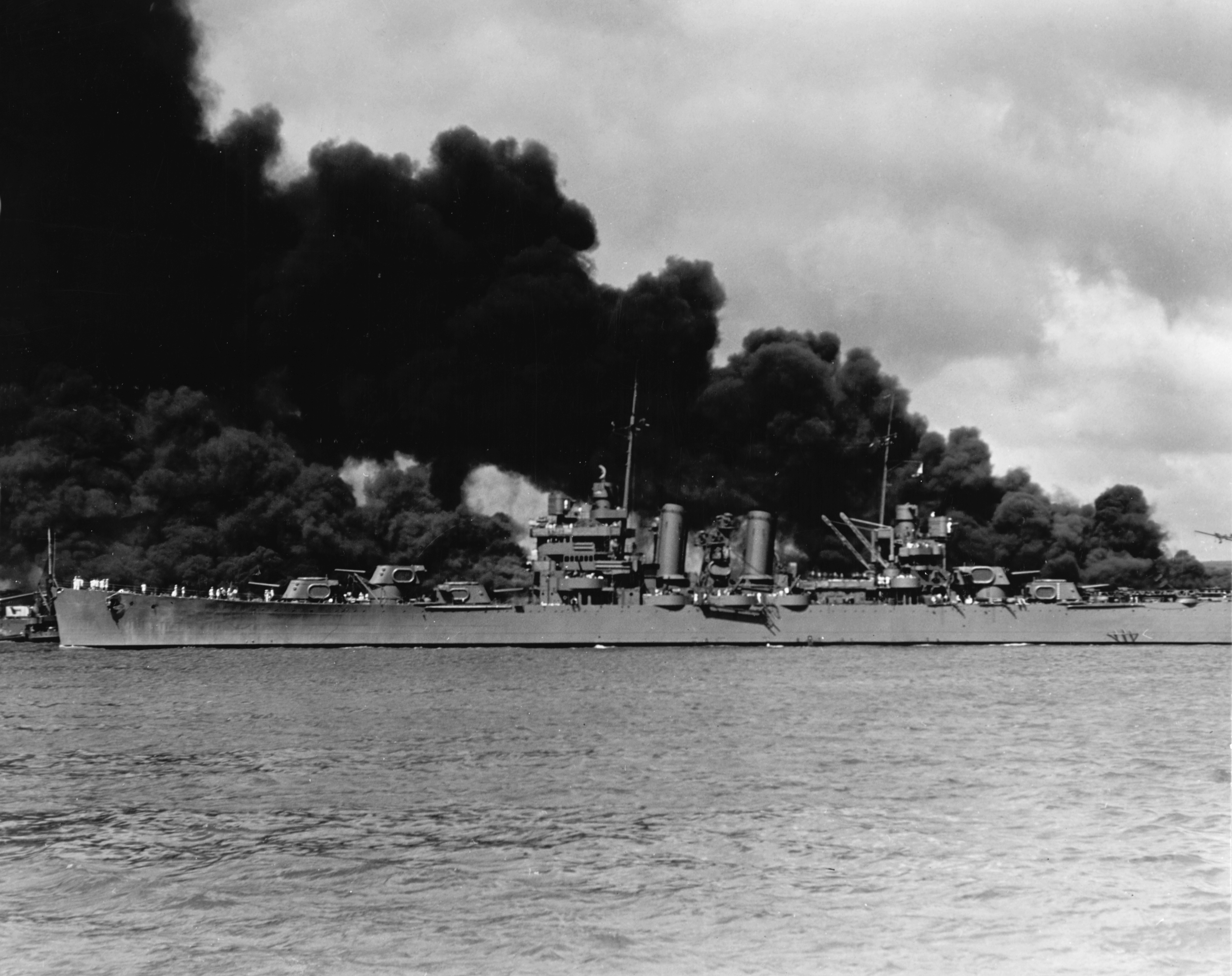
Phoenix tại Trân Châu Cảng năm 1941

General Belgrano ban đầu được đóng với tên gọi USS Phoenix bởi New York Shipbuilding Corporation từ năm 1935 ở Camden, New Jersey, và được hạ thủy vào tháng 3 năm 1938. Đây là con tàu thứ sáu trong thiết kế lớp tàu tuần dương Brooklyn. Sau cuộc tấn công của Nhật Bản vào Trân Châu Cảng năm 1941, con tàu vẫn tồn tại mà không bị bất kỳ hư hại nào, và đã được trao tặng chín ngôi sao chiến đấu do thành tích phục vụ trong Thế Chiến II. Khi chiến tranh kết thúc, vào ngày 28 tháng 2 năm 1946, con tàu được đưa vào lực lượng dự bị tại Philadelphia, sau đó được xuất biên chế vào ngày 3 tháng 7 và tiếp tục được bố trí tại Philadelphia.
Vào tháng 10 năm 1951, Phoenix được bán cho Argentina và được đổi tên thành 17 de Octubre theo tên "Ngày trung thành của nhân dân (People's Loyalty day)", một biểu tượng quan trọng đối với đảng chính trị của tổng thống lúc bấy giờ là Juan Perón. Được bán cùng với nó là một con tàu khác cùng loại, có tên USS Boise, sau đó được đổi tên thành ARA Nueve de Julio và bị thu hồi vào năm 1977.
17 de Octubre là một trong những đơn vị Hải quân chính tham gia cuộc đảo chính lật đổ Perón năm 1955, sau cuộc đảo chính đó, con tàu được đổi tên thành General Belgrano theo tên của Manuel Belgrano, một luật sư đã thành lập Escuela de Náutica (Trường Hàng hải) vào năm 1799 cùng với cấp bậc của vị tướng đã chiến đấu giành độc lập cho Argentina từ năm 1811 đến năm 1819. Vào năm 195, General Belgrano đã vô tình đâm phải tàu chị em Nueve de Julio của nó trong một cuộc tập trận, khiến cả hai bị hư hại. Ngoài ra, con tàu cũng được trang bị hệ thống tên lửa phòng không Sea Cat trong khoảng thời gian từ năm 1967 đến 1968.

## Bị đánh chìm

Sơ đồ triển khai lực lượng hải quân vào ngày 1–2 tháng 5 năm 1982 tại Nam Đại Tây Dương

Ngày 12 tháng 4 năm 1982, sau cuộc xâm lược quần đảo Falkland, Anh tuyên bố trong vòng 200 hải lý (370 km) vùng loại trừ hàng hải (MEZ) xung quanh quần đảo Falkland, với nội dung: bất kỳ tàu chiến hoặc lực lượng hỗ trợ Hải quân nào của Argentina đi vào MEZ đều có thể bị tấn công bởi tàu ngầm chạy bằng năng lượng hạt nhân (SSN) của Anh. Vào ngày 23 tháng 4, Chính phủ Anh đã làm rõ trong một thông điệp được chuyển qua Đại sứ quán Thụy Sĩ tại Buenos Aires đến Chính phủ Argentina rằng: bất kỳ tàu hoặc máy bay nào của Argentina được coi là gây ra mối đe dọa cho lực lượng Anh sẽ đều bị tấn công.
Vào ngày 30 tháng 4, khu vực này đã được nâng cấp thành vùng loại trừ hoàn toàn (total exclusion zone), trong đó bất kỳ tàu biển hoặc máy bay từ bất kỳ quốc gia nào đi vào khu vực này đều có thể bị bắn hạ mà không cần cảnh báo thêm. Khu vực này sau đó được tuyên bố là "...không ảnh hưởng đến quyền của Vương quốc Anh trong việc thực hiện bất kỳ biện pháp bổ sung nào có thể cần thiết để thực hiện quyền tự vệ của mình, theo Điều 51 của Hiến chương Liên hợp quốc". Khái niệm về một vùng loại trừ hoàn toàn là một điểm mới trong luật hàng hải; trước đó, Công ước Luật biển không có quy định về một văn kiện như vậy. Mục đích của nó dường như là tăng lượng thời gian có sẵn để xác định các tàu thù địch trong khu vực. Bất chấp sự không chắc chắn về tình trạng pháp lý của khu vực, nó vẫn được các quốc gia trung lập tôn trọng rộng rãi.
Chính quyền quân sự Argentina bắt đầu tăng cường viện trợ quần đảo vào cuối tháng 4 khi nhận ra Lực lượng Đặc nhiệm Anh đang tiến về phía Nam. Là một phần của các phong trào này, các đơn vị Hải quân Argentina được lệnh đảm nhận các vị trí xung quanh quần đảo. Hai Nhóm đặc nhiệm được chỉ định là 79.1, bao gồm tàu sân bay ARA Veinticinco de Mayo cùng với hai tàu khu trục Kiểu 42 và 79.2, ba tàu hộ tống lớp Drummond được trang bị tên lửa Exocet, cả hai đều được lệnh di chuyển về phía Bắc. General Belgrano sau đó cũng rời Ushuaia, Tierra del Fuego vào ngày 26 tháng 4. Hai tàu khu trục: ARA Piedra Buena và ARA Hipólito Bouchard (cũng là các tàu cũ của Hải quân Hoa Kỳ) đã được tách khỏi Nhóm Đặc Nhiệm 79.2 cùng với tàu chở dầu YPF Puerto Rosales và General Belgrano thành lập Nhóm Đặc Nhiệm 79.3.
Đến ngày 29 tháng 4, các con tàu được lệnh tuần tra tại bờ biển Burdwood, phía Nam quần đảo. Ngày 30 tháng 4, General Belgrano bị tàu ngầm sát thủ chạy bằng năng lượng hạt nhân Conqueror của Anh phát hiện và tiếp cận. Ngày 1 tháng 5 năm 1982, Đô đốc Juan Lombardo ra lệnh cho tất cả các đơn vị Hải quân Argentina tìm kiếm lực lượng đặc nhiệm Anh xung quanh quần đảo Falklands và tiến hành một "cuộc tấn công lớn" vào ngày hôm sau. General Belgrano, khi đó ở phía Tây Nam bên ngoài vùng loại trừ, đã di chuyển về phía Đông Nam.
Tín hiệu của Lombardo đã bị Tình báo Anh chặn lại. Ngay sau đó, Thủ tướng Margaret Thatcher đã cùng với Nội các Chiến tranh của mình, họp tại Checkers và đã đồng ý với yêu cầu của Đô đốc Terence Lewin, Tham mưu trưởng Quốc phòng về việc thay đổi các quy tắc giao chiến và cho phép tấn công General Belgrano ở bên ngoài vùng loại trừ. Mặc dù con tàu này nằm ngoài vùng loại trừ hoàn toàn được Anh tuyên bố là 370 km (200 hải lý) tính từ quần đảo, nhưng người Anh lại cho rằng đó là một mối đe dọa. Sau khi tham khảo ý kiến ở cấp Nội các, Thatcher đồng ý rằng Tư lệnh Chris Wreford-Brown nên tấn công General Belgrano.
Vào lúc 14:57 (giờ quần đảo Falkland) ngày 2 tháng 5, Conqueror đã bắn ba quả ngư lôi Mk 8 mod 4 21 inch (ngư lôi thông thường, không dẫn hướng), mỗi quả mang đầu đạn ngư lôinặng 805 pound (363 kg) với hai trong số đó đã đánh trúng General Belgrano. Mặc dù Conqueror cũng được trang bị ngư lôi dẫn hướng Mark 24 Tigerfish tiên tiến, nhưng vẫn có những nghi ngờ về độ tin cậy của nó. Các báo cáo ban đầu từ Argentina cho rằng Conqueror đã bắn hai quả ngư lôi Tigerfish vào General Belgrano. Theo Chính phủ Argentina, vị trí của General Belgrano là 55°24′N 61°32′T / 55,4°N 61,533°T.
Một trong những quả ngư lôi đã đánh vào phía sau mũi tàu từ 10 đến 15 mét (33 đến 49 ft), bên ngoài khu vực được bảo vệ bởi lớp giáp mạn tàu và phần phình chống ngư lôi bên trong. Điều này đã khiến mũi tàu bị hủy hoại, nhưng các vách ngăn chứa ngư lôi bên trong vẫn an toàn và hầm chứa thuốc súng phía trước cho súng 40 mm không phát nổ. Người ta tin rằng không có ai trong nhóm người trên con tàu ở trong khu vực xảy ra vụ nổ.
Quả ngư lôi thứ hai đánh trúng khoảng 3/4 chiều dài dọc theo con tàu, ngay bên ngoài giới hạn phía sau của lớp giáp bên. Quả ngư lôi này đã xuyên qua mạn tàu trước khi phát nổ ở phòng máy phía sau. Vụ nổ xé toạc hai khu lộn xộn và một khu vực thư giãn được gọi là "Đài phun Soda" trước khi gây ra một hố rộng 20 mét (66 ft) trên boong chính. Các báo cáo sau đó đã chỉ ra có 275 người thiệt mạng trong khu vực xung quanh vụ nổ. Sau vụ nổ, con tàu nhanh chóng tràn ngập khói. Vụ nổ cũng làm hỏng hệ thống điện của General Belgrano, khiến con tàu không thể thực hiện cuộc gọi cấp cứu vô tuyến. Mặc dù các vách ngăn phía trước được giữ vững, nhưng nước vẫn tràn vào qua lỗ thủng do quả ngư lôi thứ hai tạo ra và không thể bơm ra ngoài do mất điện. Ngoài ra, mặc dù đáng lẽ con tàu phải ở "trạm hành động (action stations)", nhưng nó lại ra khơi với các cửa kín nước để mở.
Con tàu bắt đầu nghiêng về phía cảng (bên trái) và chìm dần về phía mũi tàu. Vào lúc lúc 16:24 - hai mươi phút sau cuộc tấn công, hạm trưởng Bonzo ra lệnh cho thủy thủ đoàn rời tàu. Các bè cứu sinh bơm hơi được triển khai và cuộc sơ tán bắt đầu mà không có sự hoảng loạn.

General Belgrano bị đánh chìm

Hai tàu hộ tống không có tin tức gì về General Belgrano, vì họ mất liên lạc với con tàu và không nhìn thấy tên lửa hoặc tín hiệu đèn cấp cứu. Làm thêm phần bối rối, thủy thủ đoàn của Bouchard cảm thấy một tác động có thể đến từ quả ngư lôi thứ ba tấn công vào cuối hành trình của nó (một cuộc kiểm tra con tàu sau đó cho thấy dấu vết va chạm phù hợp với tác động của một quả ngư lôi). Hai con tàu tiếp tục tiến về phía tây. Vào thời điểm các con tàu nhận ra rằng có điều gì đó đã xảy ra với General Belgrano, trời đã tối cùng với đó là thời tiết xấu đi đã khiến các bè cứu sinh bị phân tán.
Các tàu của Argentina và Chile đã cứu được 772 người vào khoảng thời gian từ ngày 3 đến ngày 5 tháng 5. Tổng cộng có 323 người thiệt mạng trong vụ tấn công: 321 thành viên thủy thủ đoàn và hai người dân có mặt trên tàu vào thời điểm đó.

### Kết cục của Hải quân
Sau khi General Belgrano bị đánh chìm, hạm đội Argentina quay trở lại căn cứ của mình mà không đóng vai trò quan trọng nào trong phần còn lại của cuộc xung đột. Các tàu ngầm hạt nhân của Anh vẫn tiếp tục hoạt động trong vùng biển giữa Argentina và quần đảo Falkland để thu thập thông tin tình báo, đưa ra cảnh báo sớm về các cuộc không kích và áp đặt lệnh phong tỏa biển. Một tác động nữa là các máy bay hoạt động trên tàu sân bay của Hải quân Argentina phải hoạt động từ các căn cứ trên đất liền ở giới hạn tầm hoạt động của chúng, thay vì từ một tàu sân bay trên biển. Vai trò ít ỏi của Hải quân trong phần còn lại của chiến dịch đã làm mất uy tín và ảnh hưởng đáng kể trong Hội đồng quân sự.

## Tranh cãi về vụ chìm tàu
Tính hợp pháp của vụ đắm tàu General Belgrano đã gây ra tranh cãi do bất đồng về bản chất chính xác của vùng loại trừ hàng hải (MEZ) và liệu General Belgrano có quay trở lại cảng vào thời điểm bị chìm hay không. Thông qua một thông điệp được gửi qua Đại sứ quán Thụy Sĩ ở Buenos Aires đến Chính phủ Argentina 9 ngày trước khi vụ chìm tàu diễn ra, Vương quốc Anh đã nói rõ rằng họ không còn coi vùng loại trừ 200 dặm là giới hạn cho hành động quân sự của mình. Vào ngày 1 tháng 5 năm 1982, Đô đốc Juan Lombardo ra lệnh cho tất cả các đơn vị Hải quân Argentina tìm kiếm lực lượng đặc nhiệm Anh xung quanh quần đảo Falklands và tiến hành một "cuộc tấn công lớn" vào ngay ngày hôm sau.
Năm 2003, hạm trưởng Hector Bonzo của con tàu xác nhận rằng General Belgrano đã thực sự được điều động chứ không phải "tự ra khơi" khỏi vùng loại trừ. Hạm trưởng Bonzo tuyên bố rằng bất kỳ ý kiến nào cho rằng hành động của HMS Conqueror là "sự phản bội" là hoàn toàn sai lầm; đúng hơn, con tàu ngầm đã thực hiện nhiệm vụ của mình theo các quy tắc chiến tranh đã được chấp nhận. Trong một cuộc phỏng vấn hai năm trước khi qua đời vào năm 2009, ông nói thêm rằng: "Đó hoàn toàn không phải là một tội ác chiến tranh. Đó là một hành động chiến tranh, hợp pháp một cách đáng tiếc." 
Vụ chìm tàu cũng trở thành nguyên nhân gây chú ý cho những người vận động phản đối chiến tranh như Nghị sĩ Lao động Tam Dalyell. Các báo cáo ban đầu cho rằng hơn 1.000 thủy thủ Argentina có thể đã thiệt mạng trong vụ chìm tàu; trên thực tế nó chiếm khoảng một phần ba con số đó.
Vụ chìm tàu xảy ra 14 giờ sau khi Tổng thống của Peru là Fernando Belaúnde đề xuất một kế hoạch hòa bình toàn diện và kêu gọi đoàn kết khu vực, mặc dù Thủ tướng Margaret Thatcher và các nhà ngoại giao ở Luân Đôn đã không nhìn thấy tài liệu này cho đến một khoảng thời gian sau khi vụ chìm tàu của General Belgrano xảy ra. Những nỗ lực ngoại giao cho đến thời điểm đó đã thất bại hoàn toàn. Sau vụ chìm tàu, Argentina từ chối kế hoạch nhưng Vương quốc Anh đã bày tỏ sự đồng thuận vào ngày 5 tháng 5. Tin tức sau đó bị chi phối bởi hành động quân sự và người Anh tiếp tục đưa ra các điều khoản ngừng bắn cho đến ngày 1 tháng 6 nhưng bị Junta bác bỏ.

### Phản ứng của Argentina
Vào ngày 3 tháng 5 năm 1982, Thủ tướng Argentina đưa ra một tuyên bố nhân danh Chính phủ Argentina có nội dung:
Chính phủ Argentina, mở rộng những gì được Bộ tham mưu liên quân báo cáo trong tuyên bố số 15, nêu rõ:
1. Vào lúc 17 giờ ngày 2 tháng 5, tàu tuần dương ARA General Belgrano bị tàu ngầm Anh tấn công và đánh chìm tại một điểm ở tọa độ 55° 24' vĩ độ Nam và 61° 32' kinh độ Tây. Có 1.042 người trên tàu. Hoạt động cứu hộ những người sống sót đang được tiến hành.
2. Điểm này nằm khoảng 36 dặm bên ngoài vùng loại trừ hàng hải do chính phủ Vương quốc Anh thiết lập trong tuyên bố của Bộ quốc phòng vào ngày 28 tháng 4 năm 1982, xác nhận các điều khoản vào ngày 12 tháng 4 năm 1982. Khu vực đó được đánh dấu bằng một "vòng tròn có bán kính 200 hải lý tính từ 51° 40' vĩ độ Nam và 59° 30' kinh độ Tây", như đã nêu trong tuyên bố.
3. Một cuộc tấn công như vậy là một hành động xâm lược vũ trang nguy hiểm do chính phủ Anh thực hiện, vi phạm Hiến chương Liên Hợp Quốc và lệnh ngừng bắn theo Nghị quyết 502 của Hội đồng Bảo an Liên Hợp Quốc.
4. Trước cuộc tấn công mới này, Argentina thông báo lại với công chúng trong nước và toàn cầu về việc tuân thủ lệnh ngừng bắn do Hội đồng Bảo an ủy quyền về nghị quyết được đề cập. Nó chỉ tự giới hạn trong việc đáp trả các cuộc tấn công của Anh mà không sử dụng vũ lực vượt quá mức cần thiết để đảm bảo việc bảo vệ các vùng lãnh thổ của mình.

### Tình hình pháp lý
Cả Vương quốc Anh và Argentina đều không tuyên chiến trong cuộc xung đột. Trận chiến chỉ giới hạn trong khu vực xung quanh và trên quần đảo Falkland và Nam Georgia. General Belgrano bị đánh chìm bên ngoài vùng loại trừ tổng cộng 200 hải lý (370 km) xung quanh quần đảo Falklands, được phân định bởi Vương quốc Anh. Thông qua một thông điệp được gửi qua Đại sứ quán Thụy Sĩ tại Buenos Aires đến Chính phủ Argentina vào ngày 23 tháng 4, Vương quốc Anh đã nói rõ rằng họ không còn coi 200 dặm (370 km) vùng loại trừ làm giới hạn hành động quân sự của mình. Tin nhắn đọc:
Khi công bố thành lập vùng loại trừ hàng hải xung quanh quần đảo Falkland, Chính phủ của Nữ vương đã nói rõ rằng biện pháp này không ảnh hưởng đến quyền của Vương quốc Anh trong việc thực hiện bất kỳ biện pháp bổ sung nào cần thiết để thực hiện quyền tự chủ của mình. Quốc phòng theo Điều 51 của Hiến chương Liên hợp quốc. Về vấn đề này, chính phủ của Nữ vương hiện muốn làm rõ bất kỳ cách tiếp cận nào từ phía tàu chiến Argentina, bao gồm tàu ngầm, thiết bị hỗ trợ hải quân hoặc máy bay quân sự, có thể dẫn đến mối đe dọa can thiệp vào sứ mệnh của lực lượng Anh ở Nam Đại Tây Dương sẽ gặp phải phản ứng thích hợp. Tất cả các máy bay của Argentina, bao gồm cả máy bay dân dụng tham gia giám sát các lực lượng Anh ở đây, sẽ bị coi là thù địch và có trách nhiệm bị xử lý tương ứng.

Các cuộc phỏng vấn do Martin Middlebrook thực hiện cho cuốn sách Argentine Fight for the Falklands chỉ ra rằng các sĩ quan Hải quân Argentina hiểu rằng mục đích của thông điệp là chỉ ra rằng bất kỳ tàu nào hoạt động gần vùng loại trừ đều có thể bị tấn công. Chuẩn đô đốc Argentina Allara, người phụ trách lực lượng đặc nhiệm mà General Belgrano tham gia, cho biết: "Sau thông điệp ngày 23 tháng 4, toàn bộ Nam Đại Tây Dương là một chiến trường cho cả hai bên. Chúng tôi, với tư cách là những người chuyên nghiệp, nói rằng thật tệ khi chúng tôi để mất Belgrano". Hạm trưởng Bonzo cũng nói với Middlebrook rằng ông không tức giận về cuộc tấn công vào tàu của mình và cho biết "Giới hạn [vùng loại trừ] không loại trừ nguy hiểm hoặc rủi ro; vào hay ra đều như nhau. Tôi muốn nói một cách chính xác rằng, theo như tôi được biết, giới hạn 200 dặm có hiệu lực cho đến ngày 1 tháng 5, tức là trong khi các cuộc đàm phán ngoại giao đang diễn ra và/hoặc cho đến khi một hành động chiến tranh thực sự được diễn ra, và điều đó đã xảy ra vào ngày 1 tháng 5".
Đô đốc Sandy Woodward, người chỉ huy lực lượng đặc nhiệm Anh trong chiến tranh, đã viết trong cuốn sách One Hundred Days năm 1997: HMS Conqueror đã nhận được tín hiệu thay đổi quy tắc giao chiến và "Sự thay đổi nói lên khá rõ ràng rằng bây giờ anh ta có thể tấn công Belgrano, bên ngoài TEZ".

### Tranh cãi chính trị sau này
Một số chi tiết của đợt hành động đã bị công chức cấp cao Clive Ponting tiết lộ cho một Nghị sĩ Anh là Tam Dalyell, vào năm 1985, dẫn đến việc truy tố người này không thành công theo Đạo luật bí mật chính thức (Official Secrets Act) 1911. Các tài liệu tiết lộ rằng General Belgrano đang rời khỏi vùng loại trừ thì bị tấn công và đánh chìm.
Tháng 5 năm 1983, Thatcher xuất hiện trên Nationwide, một chương trình truyền hình trực tiếp của BBC1, nơi giáo viên Diana Gould, hỏi bà về vụ chìm tàu, nói rằng con tàu đã ở phía Tây quần đảo Falklands và đang hướng tới phía Tây đất liền Argentina. Gould cũng nói rằng đề xuất hòa bình của Peru phải đến được Luân Đôn trong vòng 14 giờ kể từ khi nó được công bố cho đến khi General Belgrano bị đánh chìm, và do đó, sự leo thang của chiến tranh có thể đã được ngăn chặn. Trong cuộc trao đổi xúc động sau đó, Thatcher trả lời rằng con tàu là mối đe dọa đối với các con tàu và tính mạng của người Anh, đồng thời phủ nhận rằng đề nghị hòa bình đã đến tay bà. Thatcher nói thêm rằng "Một ngày nào đó, tất cả sự thật, trong khoảng thời gian 30 năm nữa, sẽ được công bố", rõ ràng là ám chỉ đến một báo cáo mật do sĩ quan tình báo Thiếu tá David Thorp chuẩn bị cho Thatcher sau vụ việc. Diana Gould qua đời vào tháng 12 năm 2011, chỉ vài tuần trước khi báo cáo được công khai.
Sau buổi nói chuyện, Denis, chồng của Thatcher, đã đả kích nhà sản xuất của chương trình trong phòng giải trí, nói rằng vợ ông đã bị "khâu lại bởi poofs và Trots đẫm máu của BBC". Bản thân Thatcher đã nhận xét trong cuộc phỏng vấn: "Tôi nghĩ chỉ có thể ở Anh, một thủ tướng mới bị buộc tội đánh chìm một tàu địch gây nguy hiểm cho Hải quân của chúng ta, khi động cơ chính của tôi là bảo vệ các chàng trai trong Hải quân của chúng ta."
Theo nhà sử học người Anh Ngài Lawrence Freedman, cả Thatcher và Nội các đều không biết về việc thay đổi hướng di chuyển của General Belgrano trước khi con tàu tuần dương bị tấn công. Trong cuốn sách One Hundred Days của mình, Đô đốc Woodward tuyên bố rằng General Belgrano là một phần phía Nam của phong trào gọng kìm nhằm vào lực lượng đặc nhiệm, và phải nhanh chóng bị đánh chìm. Ông đã viết:
Tốc độ và hướng của tàu địch có thể không liên quan vì cả hai đều có thể thay đổi nhanh chóng. Điều quan trọng là vị trí của anh ấy, khả năng của anh ấy và điều mà tôi tin là ý định của anh ấy.

### Tiêu đề "Gotcha"
Vào ngày 4 tháng 5, tờ báo lá cải của Anh The Sun chạy dòng tiêu đề gây tranh cãi "Gotcha" liên quan đến vụ chìm tàu General Belgrano. Kelvin MacKenzie, biên tập viên của tờ báo, được cho là đã sử dụng một câu cảm thán ngẫu hứng của biên tập viên chuyên mục The Sun, Wendy Henry, làm nguồn cảm hứng cho tiêu đề. Văn bản kèm theo báo cáo rằng General Belgrano chỉ bị trúng đạn và hư hại chứ không bị chìm, trong khi một "pháo hạm" (thực ra là tàu kéo vũ trang ARA Alférez Sobral) mới đúng là tàu bị chìm, nhưng thực tế thì ngược lại. Sau khi các ấn bản đầu tiên được xuất bản, các báo cáo khác cho thấy có một thiệt hại lớn về nhân mạng, và Mackenzie đã sửa tiêu đề thành "Có phải 1.200 người Argies đã chết đuối?" trong các lần xuất bản sau.
Bất chấp sự nổi tiếng của nó, rất ít độc giả ở Vương quốc Anh nhìn thấy tiêu đề đầu tiên vì nó chỉ được sử dụng trên các bản sao của các ấn bản đầu tiên ở phía Bắc; các ấn bản phía Nam và các ấn bản sau đó ở miền Bắc đều có tiêu đề bị thay đổi.

## Hậu quả
Vào tháng 8 năm 1994, một báo cáo chính thức của Bộ quốc phòng Argentina do kiểm toán viên lực lượng vũ trang Eugenio Miari viết đã được công bố, trong đó mô tả vụ đánh chìm tàu General Belgrano là "một hành động chiến tranh hợp pháp", giải thích rằng "các hành động chiến tranh có thể được thực hiện ở tất cả các quốc gia, lãnh thổ của kẻ thù" và "chúng cũng có thể diễn ra ở những khu vực mà không quốc gia nào có thể tuyên bố chủ quyền, trong vùng biển quốc tế". Các cựu chiến binh Argentina đã thất vọng trước kết luận về General Belgrano và Chủ tịch Liên đoàn Cựu chiến binh Argentina Luis Ibáñez hy vọng sẽ có thêm nhân chứng để chứng minh rằng vụ chìm tàu là một tội ác chiến tranh.
Năm 1999, Ngài Michael Boyce, Chúa tể Biển cả của Hải quân Hoàng gia Anh, đã đến thăm căn cứ Hải quân Puerto Belgrano và tỏ lòng thành kính với những người đã hy sinh. Năm 2003, một nhóm tìm kiếm trên tàu Seacor Lenga, do các cựu chiến binh người Argentina và Anh điều khiển, được National Geographic tài trợ để tìm con tàu tuần dương bị chìm nhưng họ không xác định được vị trí của con tàu. Khu vực nơi General Belgrano bị chìm, không được tìm thấy, đã được phân loại là Mộ Chiến Tranh theo Luật Quốc hội Argentina 25.546.
Năm 2000, các luật sư đại diện cho gia đình của các thủy thủ thiệt mạng trên tàu General Belgrano đã cố gắng kiện Chính phủ Anh tại Tòa án Nhân quyền Châu Âu với lý do vụ tấn công diễn ra bên ngoài vùng loại trừ. Đó là một nỗ lực nhằm gây áp lực buộc Chính phủ Argentina phải đệ đơn kiện Vương quốc Anh lên Tòa án Công lý Quốc tế, nhưng đã bị Tòa án Nhân quyền phán quyết là không thể chấp nhận được với lý do là đã nộp đơn quá muộn.
La Nación đã xuất bản một bức thư của độc giả từ Đô đốc Enrique Molina Pico (người đứng đầu Hải quân Argentina vào những năm 1990) vào năm 2005, trong đó Molina Pico đã viết rằng General Belgrano là một phần của chiến dịch gây ra mối đe dọa thực sự cho lực lượng đặc nhiệm Anh, nhưng đã bị trì hoãn vì lý do chiến thuật. Molina Pico nói thêm rằng "Rời khỏi vùng loại trừ không phải là rời khỏi khu vực chiến đấu để vào khu vực được bảo vệ". Molina Pico tuyên bố rõ ràng rằng vụ chìm tàu không phải là một tội ác chiến tranh, mà là một hành động chiến đấu.
Hạm trưởng của General Belgrano, Héctor Bonzo, qua đời vào ngày 22 tháng 4 năm 2009, hưởng thọ 76 tuổi. Ông ấy đã dành những năm cuối đời để làm việc cho một hiệp hội có tên là Amigos del Crucero General Belgrano (Những người bạn của tàu tuần dương General Belgrano) với mục đích giúp đỡ những người bị ảnh hưởng bởi vụ chìm tàu. Hạm trưởng Bonzo cũng viết những hồi ức của mình về vụ chìm tàu trong cuốn sách 1093 Tripulantes del Crucero ARA General Belgrano, xuất bản năm 1992. Trong cuốn sách này, ông viết rằng "không đúng khi chấp nhận rằng (...) cuộc tấn công của HMS Conqueror là một sự phản bội". Trong một cuộc phỏng vấn vào năm 2003, ông đã tuyên bố rằng General Belgrano chỉ tạm thời đi về phía Tây vào thời điểm xảy ra cuộc tấn công, và mệnh lệnh của ông là tấn công bất kỳ tàu Anh nào đến trong phạm vi trang bị vũ khí của tàu tuần dương.
Cuối năm 2011, Thiếu tá David Thorp, cựu sĩ quan tình báo quân đội Anh, người lãnh đạo đội đánh chặn tín hiệu trên tàu HMS Conqueror, đã phát hành cuốn sách The Silent Listener trình bày chi tiết về vai trò của tình báo trong chiến tranh Falklands. Trong cuốn sách, ông nói rằng mặc dù Conqueror đã quan sát thấy General Belgrano đang ra khơi rời khỏi quần đảo Falklands vào thời điểm xảy ra cuộc tấn công, nhưng thực ra con tàu đã được lệnh tiến đến một điểm hẹn trong vùng Loại trừ. Một bản báo cáo do Thorp chuẩn bị cho Thatcher vài tháng sau vụ việc cho biết điểm đến của General Belgrano không phải là cảng nhà của con tàu như Ủy ban quân sự Argentina đã tuyên bố; báo cáo không được công bố vì Thủ tướng không muốn làm tổn hại đến khả năng tình báo tín hiệu của Anh.
Vào năm 2012, Tổng thống Argentina, Cristina Fernández de Kirchner, gọi vụ chìm tàu của General Belgrano là một "tội ác chiến tranh". Tuy nhiên, Hải quân Argentina vẫn giữ quan điểm rằng vụ chìm tàu là một hành động chiến tranh hợp pháp, quan điểm đã được Hải quân Argentina khẳng định trước nhiều tòa án vào năm 1995, và bởi Hạm trưởng Hector Bonzo của con tàu vào năm 2003.